# Neus

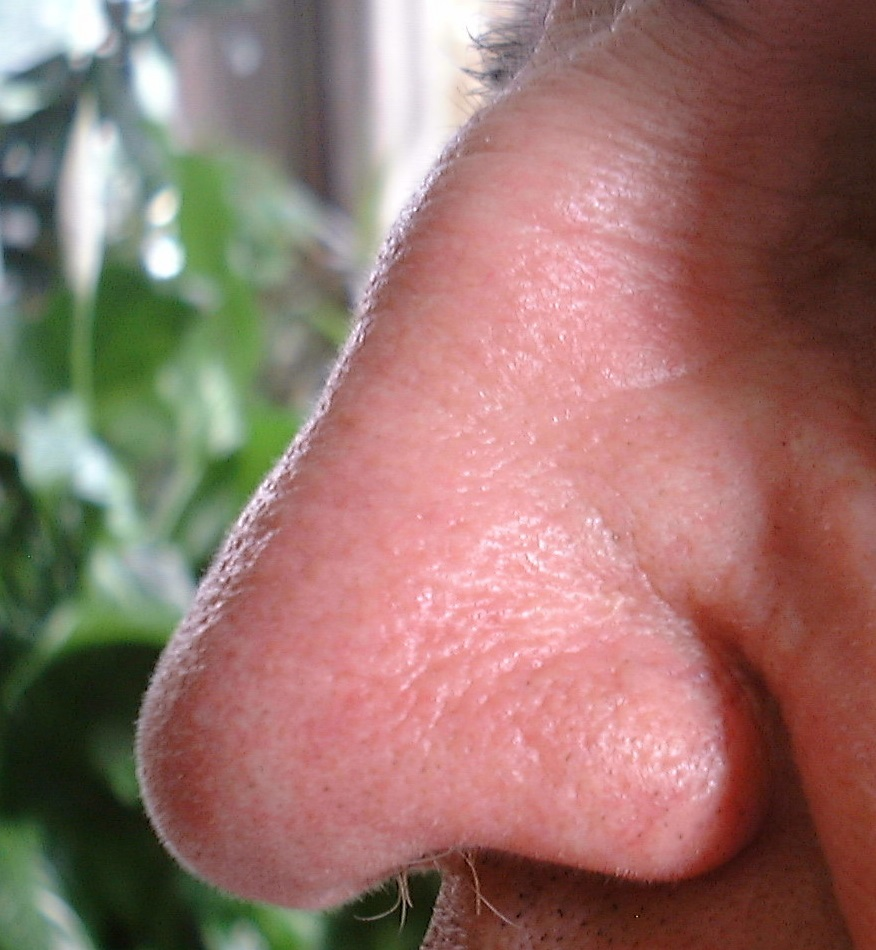
Menselijke neus (in profiel)

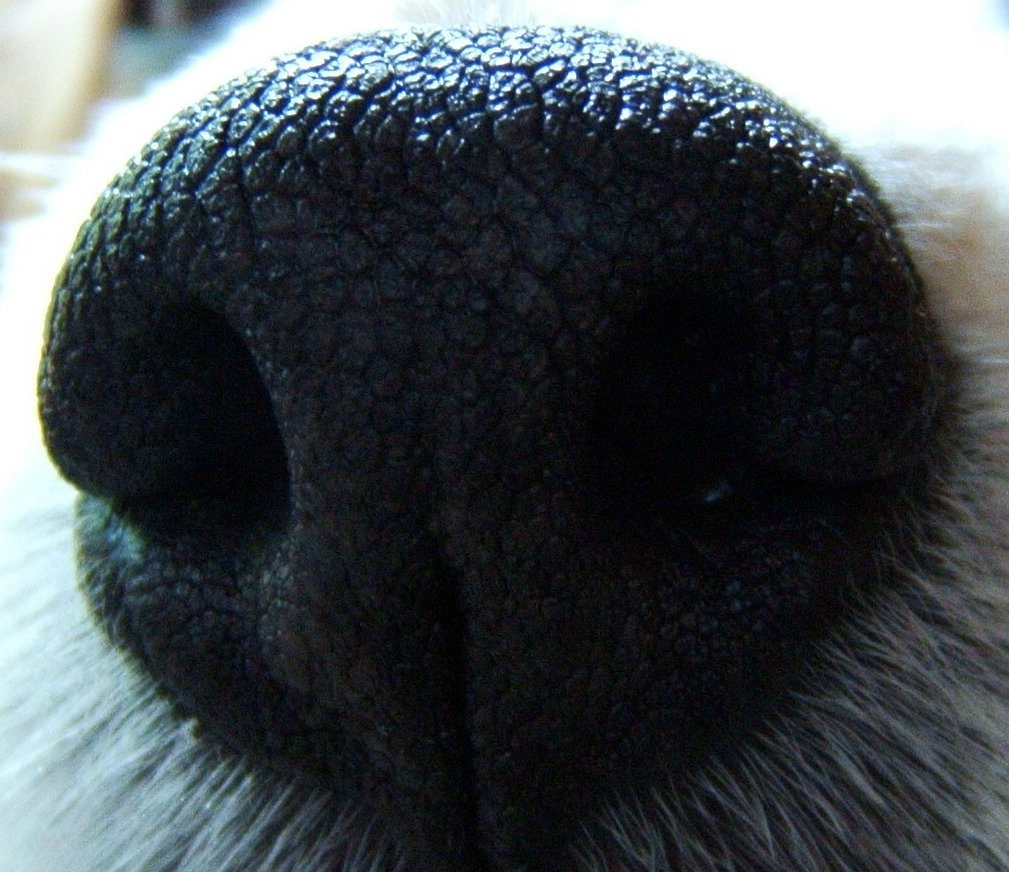
Hondenneus (van voren)

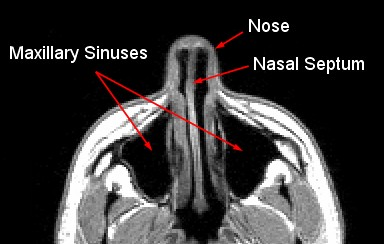
MRI van de neus

De neus is een orgaan van gewervelde dieren dat primair dient voor de ademhaling en de reukzin.
Bij de meeste gewervelden zit de neus centraal op het gezicht of aan het eind van de snuit. In de neus zitten bij mensen en de meeste dieren twee openingen aan de voorzijde, de neusgaten met hierachter de neusholte. Ademhalen gebeurt voornamelijk door de neus. De neus heeft daarbij als specifieke functie de lucht te reinigen en te verwarmen voordat deze naar de longen gaat.
Daarnaast wordt het bloed, dat via de neus naar de hersenen gaat, in de slijmvliezen van de neus door de ingeademde lucht gekoeld. Want een groot deel van het metabolisme vindt in de hersenen plaats, en die warmte moet worden afgevoerd. Dit mechanisme verklaart de flash-werking van het snuiven van halogene stoffen - als poeder van tabak of cocaïne - op het brein. 
De natte neus van zoogdieren dient ook om de richting van de luchtstroom te bepalen en maakt daardoor de reukzin richtingsgevoelig. Koudereceptoren in de huid reageren met grote gevoeligheid op de afkoeling door verdamping aan de kant waar de luchtstroming het sterkst is.

## Menselijke neus
De neus heeft twee luchtkanalen die eindigen in de neusgaten onderaan de neus, en die gescheiden worden door het neustussenschot. De neusvleugels zijn de zijkanten van de neus.
In de ingang van de neus zitten de neusharen die voorkomen dat grotere schadelijke deeltjes in de longen terechtkomen. Deze haren maken de luchtstroming ook turbulent.
De neusholte gaat aan de achterzijde over in de nasofarynx – het bovenste deel van de farynx of neus-keelholte – die via de buis van Eustachius rechtstreeks in verbinding staat met de oren. Dit verklaart onder meer waardoor bij verkeerd snuiten – waardoor het slijm, in plaats van de neus aan de voorkant te verlaten, zich verder naar de in en achter de neus gelegen holtes verspreidt – soms ook het gevoel kan ontstaan dat de oren dicht zitten. Ook bij een gewone verkoudheid, waarbij de neus vaak dicht zit, is vaak ook sprake van een drukkend gevoel of pijn in de oren. Dit komt door het overtollige slijm in de neus-keelholte dat ook de verbinding met de oren blokkeert, zodat de lucht in het gehele neus-keel-oor-gebied in dit geval niet goed kan doorstromen.
In de neusholte zelf bevinden zich aan weerszijden symmetrisch drie dunne, met slijmvlies beklede botplaten (conchae of neusschelpen), die het inwendige oppervlak van de neusholte sterk vergroten. Deze plooien vangen de kleinere deeltjes die in de ingeademde lucht aanwezig zijn op. Ze zijn goed doorbloed en verwarmen zo de ingeademde lucht, zodat deze op lichaamstemperatuur komt. Ook zorgen ze voor een zekere turbulentie in de luchtstroom zodat geurstoffen worden getransporteerd naar het reukslijmvlies. Dit slijmvlies bevindt zich boven in de neusholte, onder de schedelbasis en tussen de oogkassen.
De linker- en rechterneusholte zijn van elkaar gescheiden door het neustussenschot of neusseptum, dat bestaat uit een voorste deel van kraakbeen en een achterste gedeelte van bot. In het slijmvlies van het tussenschot lopen veel oppervlakkige bloedvaatjes en de meeste neusbloedingen vinden hier hun oorsprong. De vaatkluwen in het slijmvlies van het onderste deel van het neusseptum, locus Kiesselbachi, vormt een predilectieplaats voor neusbloedingen.
In de neusholte draineren twee andere organen, de bijholten en de traanklieren.
Aan de laterale zijden draineert de kaakholte (sinus maxillaris). Boven in de neusholte draineren de voorhoofdsholte (sinus frontalis) en de zeefbeenholtes (sinus ethmoidici).
De traanklier draineert overtollig traanvocht naar de neusholte via de traanbuis (ductus lacrimalis). Dit verklaart waardoor iemand na een stevige huilbui vaak de neus moet snuiten.
Bij prikkeling van het neusslijmvlies treedt een beschermende reflex in werking, het niezen. Er treedt in dit geval een onwillekeurige inademing op, gevolgd door een explosieve uitademing door de neus. Dit maakt dat eventuele vastzittende of prikkelende deeltjes samen met het snot de neus naar buiten toe verlaten.
Sommige mensen hebben de gewoonte het hard geworden neusslijm met een vinger te verwijderen. Dit wordt neuspeuteren genoemd.
De neus heeft een uiterlijk zichtbare vorm. Zo is er de wipneus, een neus met omhoogstaande punt en de haakneus, waarbij de punt naar beneden wijst. Mensen hebben de neiging bepaalde karaktereigenschappen toe te schrijven aan de eigenaars van deze neuzen. Hiervoor bestaat echter geen wetenschappelijk bewijs of statistische onderbouwing.
De neus bevindt zich midden in het gezicht en is zodoende sterk bepalend voor het algehele uiterlijk. Een kleine verandering kan een grote verbetering voor iemand betekenen. Reden waarom een neuscorrectie een veelgevraagde cosmetisch chirurgische ingreep is. Bij een neuscorrectie kunnen grootte en vorm van de neus veranderd worden.

### Afwijkingen
In de menselijke neus kunnen zich verder onder andere de volgende afwijkingen en aandoeningen voordoen:
- Anosmie, gebrek aan reukzin
- Vestibulitis nasalis, ontsteking van de voorhof van de neus
- Bij een forse verkoudheid kunnen de bijholtes vollopen met neusslijm en verstopt raken. Indien ze hierdoor gaan ontsteken, is er sprake van een bijholteontsteking (sinusitis). Deze kan chronisch worden en vaak is een operatie dan noodzakelijk.
- Neuspoliepen, meestal goedaardige maar niettemin hinderlijke poliepen, als gevolg van allergie of langdurige infecties zoals bijholteontstekingen.
- Heel af en toe kan zich in de neus- en bijholtes kanker ontwikkelen, neus- en bijholtekanker.
- In geval van een permanente neusverstopping kan het een enkele keer nodig zijn de neusschelpen chirurgisch te verkleinen of geheel te verwijderen. Deze operatieve ingrepen staan bekend als conchareductie, respectievelijk turbinectomie.

#### Behandeling
Het behandelen van aandoeningen aan de neus behoort tot het werkveld van de otorinolaryngologie, de tak van de geneeskunde die gespecialiseerd is in de bovenste luchtwegen.

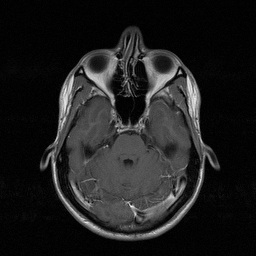
Scheef neustussenschot

#### Afwijkingen aan het neustussenschot
Het neustussenschot (septum nasalis) is essentieel voor steun aan de neus. Scheefstand hiervan kan echter resulteren in blijvende verstopping of verminderde doorgankelijkheid van de neus. Daarom wordt vaker het neustussenschot door een kno-arts rechtgezet bij klachten. Dit gebeurt meestal tijdens een operatie onder narcose, tijdens een dagopname.
Onder boksers heerst het fabeltje dat het zinnig is om het tussenschot weg te laten halen, omdat het een probleem is bij boksen. Dit is niet op feiten gebaseerd. Sterker nog, het verwijderen van het tussenschot leidt tot inzakken van de neus, zodat de ademhaling moeilijker wordt en dus sporten ook moeilijker gaat.
Na een klap op de neus kan het voorkomen dat het tussenschot krimpt of inzakt (wat leidt tot een zadelneus). Dit veroorzaakt verminderde doorbloeding van het tussenschot waardoor het mogelijk afsterft.

## Parallelle organen
Het bij dieren met de menselijke neus homologe orgaan wordt vaak de snuit genoemd, vooral in combinatie met de omliggende gebieden. Geregeld wordt echter ook van dieren gewoon gezegd dat ze een neus hebben.
De proboscis (verlengde snuit) van slurfdieren heeft zich ontwikkeld uit een uitstulping van de neus en bovenlip.